# Gruppo Liberale Radicale
Il Gruppo Liberale Radicale è un gruppo parlamentare svizzero formatosi nel 1878. Fino al 2007 era noto come Gruppo Radicale-Democratico. Nella 52ª legislatura include 39 parlamentari, di cui 28 Consiglieri nazionali e 11 Consiglieri agli Stati, tutti appartenenti al PLR.I Liberali Radicali. Prima del 2008 includeva parlamentari del Partito Liberale Radicale e del Partito Liberale Svizzero.

## Composizione storica
Nelle legislature precedenti, le dimensioni del gruppo erano le seguenti:
| Legislatura | Seggi al Consiglio nazionale | Seggi al Consiglio degli Stati |
| ----------- | ---------------------------- | ------------------------------ |
| 46ª         | 42 / 200                     | 18 / 46                        |
| 47ª         | 40 / 200                     | 14 / 46                        |
| 48ª         | 35 / 200                     | 12 / 46                        |
| 49ª         | 30 / 200                     | 11 / 46                        |
| 50ª         | 33 / 200                     | 12 / 46                        |

## Presidenti
I presidenti del gruppo dal 1919 a oggi sono stati i seguenti:
| Presidente              | Entrata in carica |
| ----------------------- | ----------------- |
| Robert Forrer           | 1917              |
| Beat Heinrich Bolli     | 1924              |
| Henri Calame            | 1925              |
| Hermann Schüpbach       | 1928              |
| Robert Schöpfer         | 1933              |
| Henri Vallotton         | 1935              |
| Ludwig-Friedrich Meyer  | 1938              |
| Emil Keller             | 1941              |
| Pierre Rochat           | 1943              |
| Eugène Hirzel           | 1944              |
| Hermann Häberlin        | 1947              |
| André Guinand           | 1953              |
| Ernst Studer            | 1959              |
| Alfred Schaller         | 1963              |
| Emil Baumgarnter        | 1966              |
| Alfred Weber            | 1967              |
| Georges-André Chevallaz | 1970              |
| Paul Bürgi              | 1973              |
| Luigi Generali          | 1975              |
| Franz Eng               | 1978              |
| Jean-Jacques Cevey      | 1982              |
| Ulrich Bremi            | 1985              |
| Pascal Couchepin        | 1989              |
| Christine Beerli        | 1996              |
| Fulvio Pelli            | 2003              |
| Felix Gutzwiller        | 2005              |
| Gabi Huber              | 2008              |
| Ignazio Cassis          | 2015              |
| Beat Walti              | 2017              |